# 賴默山
47°18′30″N 7°25′45″E / 47.30833°N 7.42917°E

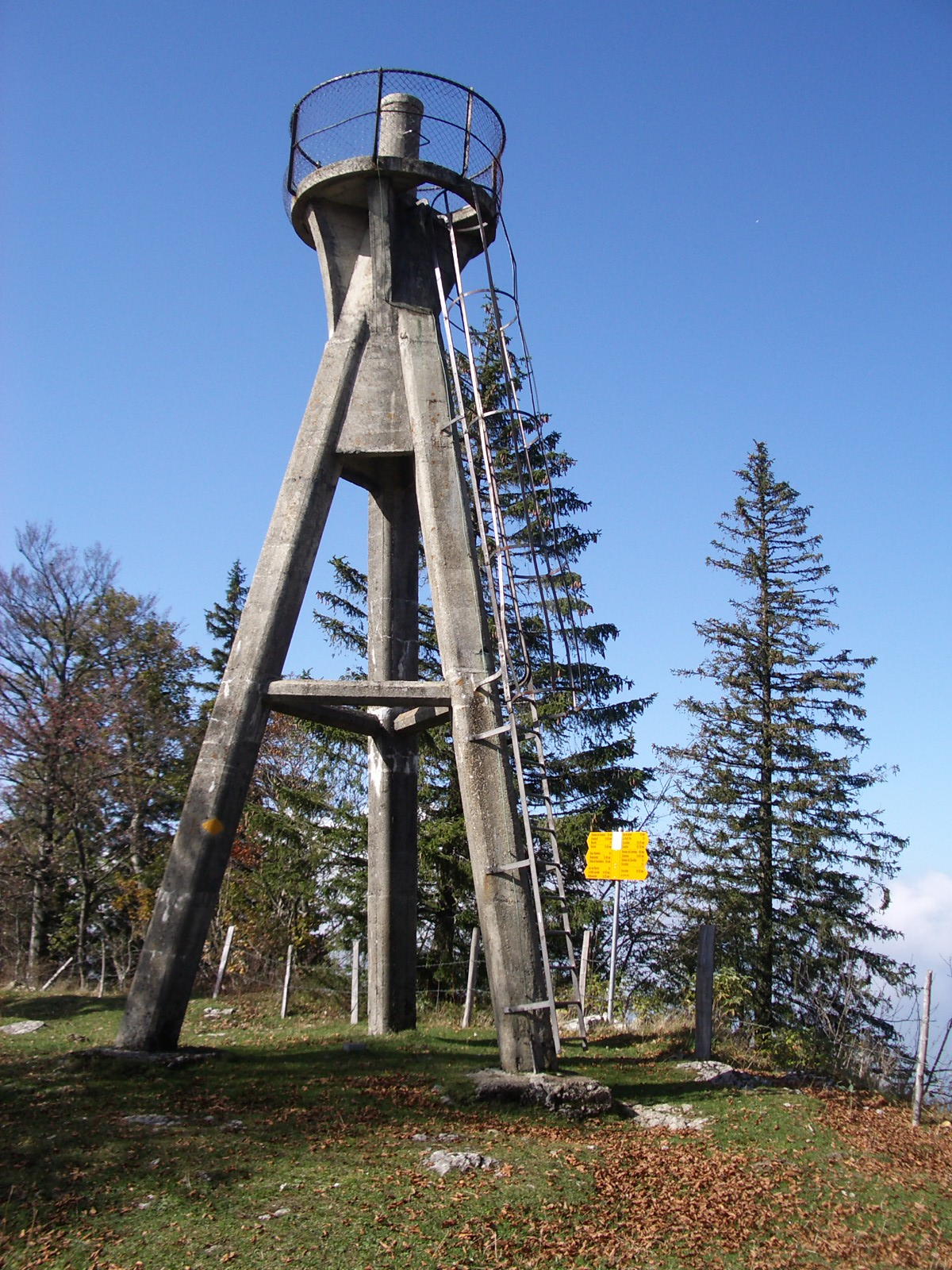

賴默山（Mont Raimeux），是瑞士的山峰，位於該國西部，處於汝拉州和伯恩州接壤的邊界，屬於汝拉山的一部分，海拔高度1,302米，每年平均降雨量1,618毫米。